# 桂銀治
桂 銀治（かつら ぎんじ、1995年4月1日 - ）は、落語芸術協会に所属する落語家。三代目桂伸治門下の二ツ目。本名∶渡辺 渉。出囃子は「梅が枝の手水鉢」。

## 経歴
宮崎県延岡市出身。聖心ウルスラ学園高等学校、福岡建設専門学校卒業。
2019年4月に桂伸治に入門。前座名「伸ぴん」。同年9月に楽屋入り。
2023年9月下席より、桂壱福改メ桂松福とともに二ツ目に昇進。高座名を「銀治」に改める。

## 人物
- 趣味は、ラジオ、バイク、落語鑑賞[1]

## 芸歴
- 2019年4月 - 三代目桂伸治に入門。
- 2019年9月 - 楽屋入り。
- 2023年9月 - 二ツ目昇進。「銀治」に改名。